# Kanonaïta
La kanonaïta és un mineral de la classe dels silicats. Rep el seu nom en honor de la seva localitat tipus: Kanona (Zàmbia).

## Característiques
La kanonaïta és un silicat de fórmula química Mn3+AlOSiO₄. Cristal·litza en el sistema ortoròmbic en forma de porfiroblasts nodulars anèdrics, de fins a 1,2 cm. La seva duresa a l'escala de Mohs és 6,5. Forma una sèrie de solució sòlida amb l'andalusita, amb la qual és isoestructural.
Segons la classificació de Nickel-Strunz, la kanonaïta pertany a «9.AF - Nesosilicats amb anions addicionals; cations en [4], [5] i/o només coordinació [6]» juntament amb els següents minerals: sil·limanita, andalucita, cianita, mullita, krieselita, boromullita, yoderita, magnesiostaurolita, estaurolita, zincostaurolita, topazi, norbergita, al·leghanyita, condrodita, reinhardbraunsita, kumtyubeïta, hidroxilcondrodita, humita, manganhumita, clinohumita, sonolita, hidroxilclinohumita, leucofenicita, ribbeïta, jerrygibbsita, franciscanita, örebroïta, welinita, el·lenbergerita, sismondita, magnesiocloritoide, ottrelita, poldervaartita i olmiïta.

## Formació i jaciments
La kanonaïta es forma sota condicions metamòrfiques de baix grau, en esquists de gahnita. Va ser descoberta a Kanona, Serenje (Província Central, Zàmbia). També ha estat descrita a Bèlgica, el Brasil, Grècia, els Emirats Àrabs Units, els Estats Units i la República Txeca.
Sol trobar-se associada a altres minerals com: gahnita, clorita magnèsica, coronadita, braunita, quars, moscovita, paragonita, hematita, braunita, rútil i apatita.